# Idaea dohlmanni
Idaea dohlmanni là một loài bướm đêm trong họ Geometridae.